# La Laguna (södra Pueblo Nuevo kommun)
La Laguna är en ort i Mexiko.   Den ligger i kommunen Pueblo Nuevo och delstaten Durango, i den centrala delen av landet, 700 km nordväst om huvudstaden Mexico City. La Laguna ligger 2 089 meter över havet och antalet invånare är 114.
Terrängen runt La Laguna är varierad. La Laguna ligger uppe på en höjd. Runt La Laguna är det mycket glesbefolkat, med 6 invånare per kvadratkilometer. Närmaste större samhälle är La Cumbre, 10,9 km nordväst om La Laguna. I omgivningarna runt La Laguna växer huvudsakligen savannskog.